# 13. marts
13. marts er dag 72 i året i den gregorianske kalender (dag 73 i skudår). Der er 293 dage tilbage af året.
- Macedenius dag. Han led martyrdøden i 366 fordi han havde væltet et afgudsbillede i et tempel.

### Begivenheder
Født - Dødsfald
- 1683 - Det bliver forbudt for danske præster at tage penge for bryllup og dåb.
- 1781 - Den engelske astronom Sir William Herschel opdager Uranus.
- 1809 - I Stockholm gennemføres et ublodigt kup mod den uligevægtige og nærmest uduelige kong Gustav 4. Adolf. Bag kuppet står en kreds af adelige officerer, der håber at kunne redde landet fra den fremrykkende russiske hær. Kongens farbroder, den gamle prins Karl, bliver indsat som ny konge, Karl 13.
- 1848 - I Wien skyder militæret på demonstranter, som byggede barrikader i gaderne. Regeringen bliver tvunget til at gå af.
- 1884 - Belejringen af Khartoum i Sudan bliver indledt.
- 1894 - I Paris bliver den første offentlige striptease-optræden afholdt.
- 1900 - I den anden boerkrig okkuperer britiske styrker Bloemfontein i Oranjefristaten.
- 1908 - Ved lov bliver den danske forsvarsminister bemyndiget til at bygge en ubåd (Danmarks første) for et beløb på 460.000 kroner. Den kommer til hedde Dykkeren og bliver søsat fra et italiensk skibsværft i juli 1909.
- 1917 - Det kommunistiske dagblad Izvestija ("Nyheder") udkommer for første gang. Det sker i Petrograd, men året efter flytter bladet til Moskva og bliver regeringens talerør.
- 1920 - I Berlin besætter frikorpset Marinebrigade Ehrhardt regeringsbygningerne og tvinger regeringen på flugt under Kappkuppet
- 1927 - Den britiske hær ophører med at bruge lansen som officielt våben.
- 1928 - Grønlands national dyr ændres fra Moskusoksen til Pukkelhvalen, hvilket senere igen i 1947 ændres til Sælen fra Moskusoksen af .
- 1933 - Joseph Goebbels bliver tysk minister for information og propaganda.
- 1938 - "Anschluss": Efter dagen forinden at have invaderet Østrig proklamerer Nazityskland anneksion af landet som en tysk provins.
- 1939 - Færøske sprogstrid: Færøsk bliver officielt kirkesprog på Færøerne.
- 1978 - I Holland tager sydmolukkanske terrorister 70 gidsler i en offentlig bygning og kræver frigivelse af kammerater fra hollandske fængsler.
- 1980 - Amerikaneren John Gacy fra Illinois bliver idømt 25 gange livsvarigt fængsel og 12 gange dødsstraf ved retten i Chicago, hvilket er historiens hårdeste strafudmåling. Dommen bliver givet for mord på 33 drenge i perioden 1972-78. Han bliver henrettet 10. maj 1994.
- 1982 - Jens Brixtofte og gruppen Brixx vinder det danske Melodi Grand Prix med Video video. Nr. 2 bliver Tommy Seebach med Hip Hurra - Det er Min Fødselsdag.
- 1988 - Ved en lavineulykke i St. Anton i Østrig omkommer 5 svenske og to østrigske skiturister. Også andre steder i Alperne sker der lavineulykker denne og næste dag, i alt 17 mennesker omkommer.
- 1990 - Sovjetunionens folkekongres afskaffer kommunistpartiets magtmonopol, som havde bestået i 73 år. Grundlovsændringen, som baner vej for et flerpartisystem, bliver vedtaget med 1.771 stemmer mod 164. 74 undlader at stemme. Samtidig bliver det besluttet at give præsidentembedet større magtbeføjelser, og Mikhail Gorbatjov bliver valgt til den nye præsidentpost.
- 1992 - Jens Jørgen Thorsens Jesus-film, Jesus vender tilbage, har premiere - den bliver en fiasko hos både publikum og anmeldere trods meget opsigt.
- 1992 - Mere end 1.000 mennesker omkommer efter et jordskælv i det østlige Tyrkiet - 6.8 på Richter skalaen.
- 1994 - Den 29-årige svagtseende danske psykologistuderende Anne-Mette Bredahl vinder guld i 7,5 km skiskydning ved Handicap-OL i Lillehammer, Norge.
- 1996 - En bevæbnet mand går amok på en skole i den skotske by Dunblane og skyder 16 elever og deres lærerinde i gymnastiksalen.
- 1997 - FN's generalforsamling vedtager en resolution, der opfordrer Israel til ikke at opføre jødiske bosættelser i det arabiske Østjerusalem.
- 1998 - En Bandidos-rocker får livsvarigt fængsel for et raketangreb på Hells Angels' hovedkvarter i Titangade i København.

### Født
- 1733 - Joseph Priestley, engelsk præst og naturvidenskabsmand (død 1804).
- 1741 - Josef 2., tysk-romersk kejser (død 1790).
- 1825 - Hans Gude, norsk maler (død 1903).
- 1839 - Tage Reedtz-Thott, dansk politiker og konseilspræsident (død 1923).
- 1855 - Percival Lowell, amerikansk astronom (død 1916).
- 1860 - Hugo Wolf, østrigsk komponist (død 1903).
- 1882 - Johannes Tidemand-Dal, dansk arkitekt (død 1961)
- 1884 - Hugh Walpole, engelsk [[forfatter] (død 1941).
- 1895 - Viggo Starcke, dansk læge og politiker (død 1974).
- 1910 - Karl Gustav Ahlefeldt, dansk skuespiller (død 1985).
- 1911 - L. Ron Hubbard, amerikansk forfatter (død 1986).
- 1913 - William Casey, amerikansk CIA-leder (død 1987).
- 1913 - Sergej Mikhalkov, russisk forfatter (død 2009).
- 1918 - Hans-Henrik Krause, dansk forfatter (død 2002).
- 1922 - Bjørn Puggaard-Müller, dansk skuespiller (død 1989).
- 1923 - Poul Reinau, dansk musiker og reklamemand (død 2005).
- 1929 - Jørgen Gustava Brandt, dansk digter (død 2006).
- 1930 - Kirsten Passer, dansk skuespiller (død 2012).
- 1935 - Leo Tandrup, dansk historiker og kunsthistoriker (død 2023).
- 1936 - Finn Kobberø, dansk journalist og badmintonspiller (død 2009).
- 1939 - Neil Sedaka, amerikansk sanger og sangskriver.
- 1945 - Anatolij Fomenko, russisk matematiker og historisk revisionist.
- 1946 - Yann Arthus-Bertrand, fransk fotograf.
- 1950 - Joe Bugner, britisk-australsk bokser.
- 1956 - John Frandsen, dansk komponist og organist.
- 1960 - Adam Clayton, irsk musiker i U2.
- 1964 - Inger Dam-Jensen, dansk operasanger.
- 1969 - Lars Michaelsen, dansk cykelrytter.
- 1971 - Allan Nielsen, dansk fodboldspiller.
- 1973 - Edgar Davids, hollandsk fodboldspiller.
- 1978 - Dennis Flydtkjær, dansk politiker.
- 1988 - Erton Fejzullahu,  svensk fodboldspiller.

### Dødsfald
- 1808 - Christian 7., dansk-norsk konge (født 1749).
- 1845 - John Frederic Daniell, engelsk kemiker (født 1790).
- 1858 - Felice Orsini, italiensk revolutionær (født 1819) - henrettet.
- 1881 - Alexander 2., russisk zar (født 1818).
- 1901 - Benjamin Harrison, amerikansk præsident (født 1833).
- 1905 - Amalie Skram, norsk forfatterinde (født 1846).
- 1906 - Susan B. Anthony, amerikansk kvindesagsforkæmper (født 1820).
- 1934 - Fielder Jones, amerikansk baseballspiller (født 1871)
- 1938 - Nikolaj Bukharin, sovjetisk politiker (født 1888) - henrettet.
- 1974 - Werner Lorenz, SS-Obergruppenführer, General i Waffen-SS (født 1891).
- 1975 - Ivo Andrić, serbokroatisk forfatter og modtager af Nobelprisen i litteratur (født 1892).
- 1975 – Margarita Pilikhina, sovjetisk filmfotograf og -instruktør
- 1979 - Per Hækkerup, dansk politiker og udenrigsminister (født 1915).
- 1996 - Krzysztof Kieślowski, polsk filminstruktør (født 1941).
- 2002 - Hans-Georg Gadamer, tysk filosof (født 1900).
- 2015 - Inge Eriksen, dansk forfatter (født 1935).
- 2016 - Hilary Putnam, amerikansk matematiker og filosof (født 1926)
- 2017 - Prins Richard, tysk prins (født 1934).
- 2022 - William Hurt, amerikansk skuespiller (født 1950)

|  | Denne datoartikel kan blive bedre, hvis der indsættes et (bedre) billede Du kan hjælpe ved at afsøge Wikimedia Commons for et passende billede eller uploade et godt billede til Wikimedia Commons iht. de tilladte licenser og indsætte det i artiklen. |